# Faculdade de Arquitectura e Artes da Universidade Lusíada do Porto
A Faculdade de Arquitectura e Artes da Universidade Lusíada do Porto (FAAULP) é uma unidade orgânica da Universidade Lusíada do Porto dedicada ao ensino das artes.
Na FAAULP são ministradas as licenciaturas de Arquitectura (mestrado integrado), Artes Plásticas e Multimédia, e Design.

## Distinções

### Arquitectura
- Prémio Secil Universidades 2002 - Projecto “Recuperação do Porto” de Sofia Albuquerque;[6]
- Trienal de Lisboa 2007, Concurso Universidades - "Jangada de Pedra". 1º Prémio de Carolina Carvalho, João Martins, Licínio Oliveira e Pedro Januário;[7]
- Prémio Secil Universidades 2007 - "Projecto Casa das Artes/Barreiro" de Francisco Lencastre;[8]
- Future Ideas 2013, Social Innovation - Tese “A luz da sombra” de Susana dos Santos;[9]
- Archiprix 2013, finalista. "O Espaço Museológico num Contexto de Crise Económica - Musealização da Necrópole Megalítica de Castro Laboreiro". De Pedro Miguel Santos;[10]
- Prémios Associação Portuguesa de Museologia, Melhor Estudo de Museologia 2013. Menção honrosa. "O Espaço Museológico num Contexto de Crise Económica - Musealização da Necrópole Megalítica de Castro Laboreiro". De Pedro Miguel Santos;[11]

### Design
- Concurso "Liberdade de Movimentos" - Prémio Júri e Público. De Melissa Monteiro;[12]
- Concurso "Design Cork" - "Cultura e Identidade Portuguesa", Menção honrosa;[13]

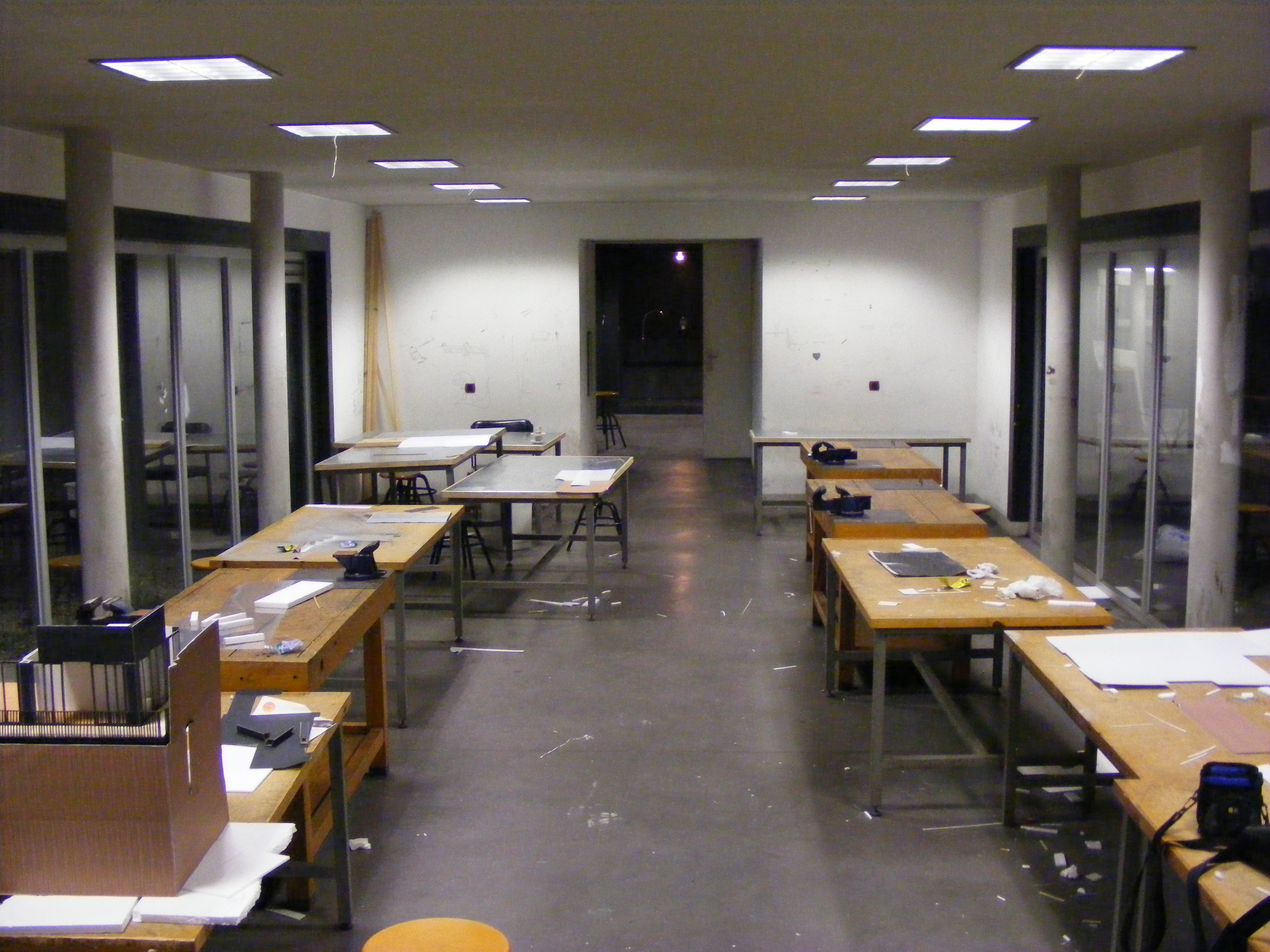
Uma sala do atelier da FAAULP ao final do dia.

- 2ª Edição do Concurso de Design Projectar em Pedra Natural CEVALOR | VALORPEDRA - “LOLLIPOP”, 1º Prémio. De Filipa Marques dos Santos;[14]
- Concurso de design para as garrafas de gás Galp - "+", 2º Prémio. De Daniela Maria Gonçalves Cruz;[15]

## Jornadas de Território, Cidade e Design
A Faculdade de Arquitectura e Artes da Universidade Lusíada do Porto promove, em cada ano lectivo, uma série de acções destinadas a dinamizar e a enriquecer o ensino da Arquitectura e do Design.
Estas acções têm vindo a desenvolver-se sob a forma de Jornadas, de Seminários e de Conferências proferidas por convidados que, ao longo do seu percurso profissional, tenham contribuído para a qualificação destas áreas disciplinares.
De entre estes convidados é de salientar os nomes de Fernando Távora, Álvaro Siza Vieira, Eduardo Souto de Moura, Carrilho da Graça, Gonçalo Byrne, Manuel Salgado, Alcino Soutinho, Mansilla Tuñón e Patxi Mangado.

## Doutoramentos Honoris Causa
- Prof. Dr. Arqt. h.c. Álvaro Siza Vieira;[19]
- Prof. Dr. Arqt. h.c. Eduardo Souto de Moura;[20]